# Dorcadion quadripustulatum
Dorcadion quadripustulatum là một loài bọ cánh cứng trong họ Cerambycidae.